# Hanguana major
Hanguana major là một loài thực vật có hoa trong họ Hanguanaceae. Loài này được Airy Shaw mô tả khoa học đầu tiên năm 1981.